# Хван Сан Хо
Хван Сан Хо (кор. 황상호; нар. 28 травня 1971) — південнокорейський борець вільного стилю, срібний призер чемпіонату світу, чемпіон та срібний призер чемпіонатів Азії, бронзовий призер Азійських ігор, чемпіон Східноазійських ігор, учасник Олімпійських ігор.

## Життєпис
Боротьбою почав займатися з 1984 року.
Виступав за спортивний клуб «Samsung Life» Сеул. Тренер — Пак Чан Сун — з 1998.

## Спортивні результати на міжнародних змаганнях

### Виступи на Олімпіадах
| Змагання                    | Збірна         | Вагова категорія          | Місце |
| --------------------------- | -------------- | ------------------------- | ----- |
| Літні Олімпійські ігри 1996 | Південна Корея | вільна боротьба, до 68 кг | 6     |

### Виступи на Чемпіонатах світу
| Змагання                        | Збірна         | Вагова категорія          | Місце  |
| ------------------------------- | -------------- | ------------------------- | ------ |
| Чемпіонат світу з боротьби 1997 | Південна Корея | вільна боротьба, до 69 кг | Срібло |
| Чемпіонат світу з боротьби 1999 | Південна Корея | вільна боротьба, до 69 кг | 10     |

### Виступи на Чемпіонатах Азії
| Змагання                       | Збірна         | Вагова категорія          | Місце  |
| ------------------------------ | -------------- | ------------------------- | ------ |
| Чемпіонат Азії з боротьби 1992 | Південна Корея | вільна боротьба, до 68 кг | Золото |
| Чемпіонат Азії з боротьби 1995 | Південна Корея | вільна боротьба, до 68 кг | 6      |
| Чемпіонат Азії з боротьби 1996 | Південна Корея | вільна боротьба, до 68 кг | Срібло |
| Чемпіонат Азії з боротьби 1999 | Південна Корея | вільна боротьба, до 69 кг | 8      |
| Чемпіонат Азії з боротьби 2000 | Південна Корея | вільна боротьба, до 69 кг | 13     |

### Виступи на Азійських іграх
| Змагання           | Збірна         | Вагова категорія          | Місце  |
| ------------------ | -------------- | ------------------------- | ------ |
| Азійські ігри 1994 | Південна Корея | вільна боротьба, до 68 кг | Бронза |

### Виступи на Східноазійських іграх
| Змагання                 | Збірна         | Вагова категорія          | Місце  |
| ------------------------ | -------------- | ------------------------- | ------ |
| Східноазійські ігри 1997 | Південна Корея | вільна боротьба, до 69 кг | Золото |